# Hôtel de ville de Głogów
 (décembre 2021).

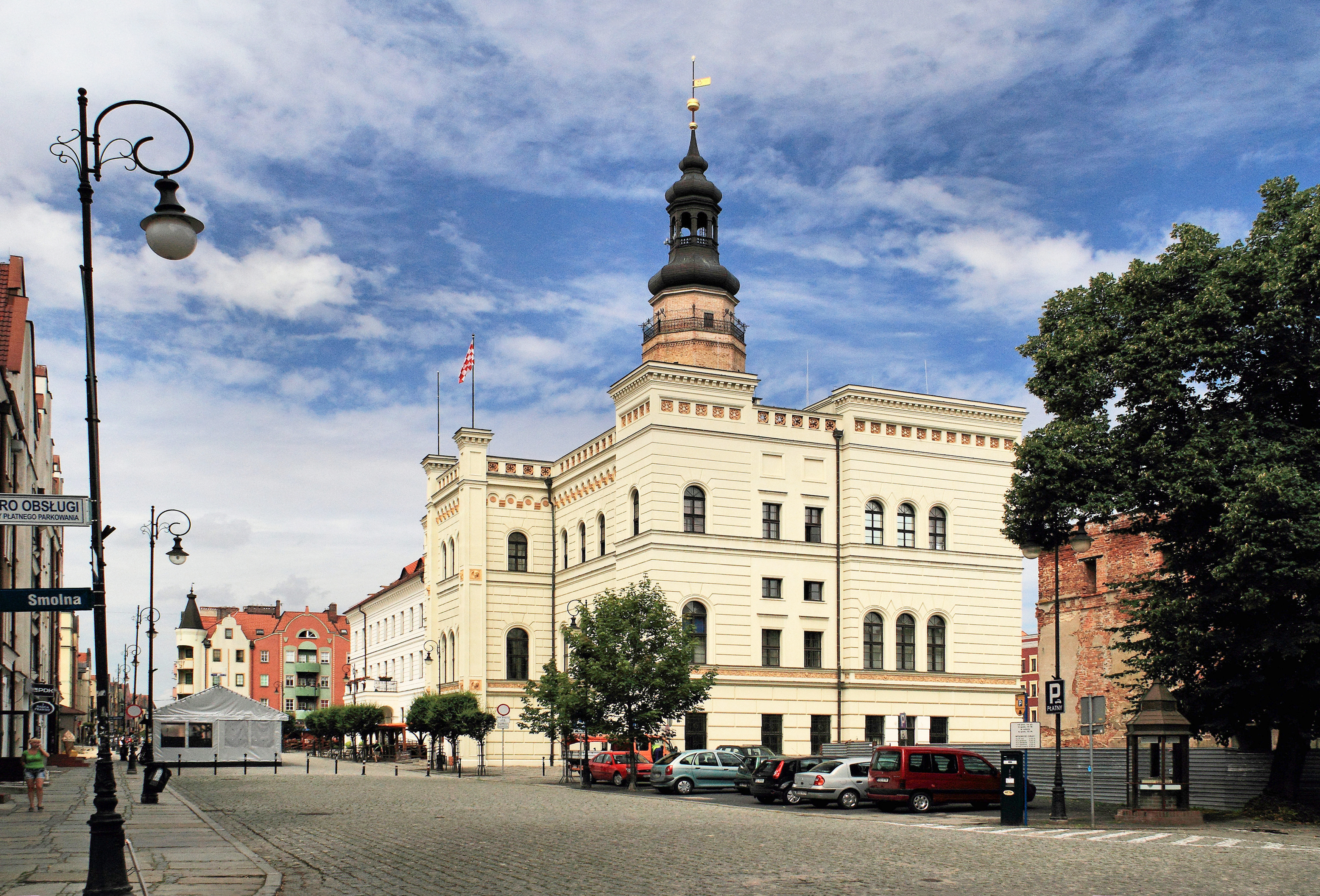
L’hôtel de ville de Głogów

L’hôtel de ville de Głogów - l’hôtel de ville remonte à la fin du XIIIe siècle, à l’époque de Conrad II de Głogów, quand on a construit la tour de garde. Au cours de temps, on reconstruisait le bâtiment pour créer enfin en 1349 l’hôtel de ville en pierre, composé de deux ailes. Cependant, le bâtiment a été détruit dans des incendies en 1420 et en 1433. Le plus grand incendie a eu lieu en 1574. Après cet accident, l’hôtel de ville a été reconstruit dans le style renaissance, et la tour a été couronnée d’un dôme. Au XVIIIe siècle, Friedrich Bernhard Werner a immortalisé le bâtiment sur son dessin qui a été publié dans une œuvre Topographia Seu Compendium Silesiae. 
L’hôtel de ville a perdu sa forme de renaissance lors de la reconstruction importante d’entre 1823 et 1835, faite selon le projet d’architecte A. Soller. À ce moment-là, on a créé les deux ailes contrastées - une aile ouest a été conçue dans le style de classicisme prussien et une aile est dans le  style florentin, utilisé souvent à l’époque. 
Au XIXe siècle, les aiguilles de l’horloge de la tour de l’hôtel ont été inversées – la grande aiguille indiquait les heures et la petite aiguille – les minutes, ce qui causait souvent les malentendus entre les habitants et les visiteurs. Les habitants de Głogów considéraient l’horloge comme l’objet  caractéristique de leur ville. L’horloge suivante de la tour de l’hôtel de ville venait de l’usine d’horloges de Weiss. Elle a remporté la médaille d’or à l’exposition mondiale à Vienne en 1873. 
Le 5 mars 1933, on a hissé le drapeau avec la svastika nazie sur l’hôtel de ville pour la première fois. Pendant la bataille de Głogów en 1945, l’hôtel de ville a été gravement endommagé et brûlé. Seulement les éléments du fond de la tour ont survécu. 
En janvier 1984, l’administration municipale a décidé de reconstruire l’hôtel de ville dans une forme de 1835, et les travaux ont commencé en mai 1984. L’investissement a duré 18 ans et elle a absorbé 14 millions de zlotys. En 2000, la construction d’aile ouest du bâtiment a été achevée. Depuis 2002, le bâtiment d’hôtel de ville est ouvert et il est siège de l’administration municipale. 
La tour de 80,35 mètres de la hauteur (elle est la tour la plus haute en Silésie et la deuxième la plus haute en Pologne – après l’hôtel de ville de Gdańsk ; elle fait 13 cm de moins que la tour originelle de 1720) a été reconstruite entre 1994 et 1996. La reconstruction a été faite en référence à la tour de 1720. La tour est en forme carrée à la base, et au niveau plus haut, elle devient octogone. En 2016, on a lancé l’appel d’offres pour l’application d’un enduit à la tour. De plus, on a rénové l’horloge de 3,55 m de diamètre des cadrans. La terrasse panoramique est à 47,07 m de la hauteur.
Les intérieurs du style gothique et renaissance, important du point de vue de l’histoire, sont préservés au rez-de-chaussée dans une aile est. Dans l’une des pièces, il y a une voûte en réseau, appuyée sur la colonne centrale. Dans la salle voisine, il y a une voûte en diamant. 
La tour de l’hôtel de ville est en même temps la tour de radio Elka Głogów (89,6 MHz; ERP 0,2 kW).